# スマートカジュアル
スマートカジュアル (Smart casual) は、曖昧に定義される服装規定（ドレス・コード）のひとつで、一般的には、きちんとした身なりでありながら、あくまでもインフォーマルな（正式な場面にはふさわしくない）服装のこと。地域によって、また、行事の種類や、コンテキスト、文化などの違いによって、服装規定の解釈は多様なものとなるため、特定の服装（例えば、ジーンズ）がスマートカジュアルとして認められるか否かは、議論が分かれている。

## 歴史
「Smart casual」という表現が最初に用いられたのは、アメリカ合衆国アイオワ州の新聞『The Davenport Democrat And Leader』に掲載された1924年5月の記事であった。
「Smart casual」は20世紀において広く用いられ、1950年代には、伝統的な厚手の生地で作られたダークスーツに比べ、よりカジュアルなものを指す「ビジネスカジュアル (business casual)」という言葉も創り出された。

## 定義
オーストラリアの代表的な英英辞典である『Macquarie Dictionary』は、「smart casual」を「well-dressed in a casual style（カジュアル・スタイルのうち上品に着こなしたもの）」と定義している。『オックスフォード英語辞典』は、「neat, conventional, yet relatively informal in style, especially as worn to conform to a particular dress code（きちんとしており、奇抜ではないが、比較的インフォーマルなスタイルで、特に、実際的な服装規定に沿うために着られた服装）」と定義している。 Dictionary.comの「21st Century Lexicon」は、「of clothing, somewhat informal but neat（衣服について、ある程度インフォーマルながら、きちんとしている）」と定義している。

## アパレル
きちんと定義されていない「スマートカジュアル」という言葉を、コンテキスト、テーマ、人物、場所、天候、精神などに基づいて解釈していくためには、個人の判断力が求められる。イタリアのファッション企業ブリオーニは「smart casual」について、これはアイテムの目録や、服装の分類といった問題ではなく、置かれる状況を理解する際の知識と良い趣味が問われるのであり、夏のサルデーニャにおける「スマートカジュアル」は、冬のトロントにおける「スマートカジュアル」とは異なるのだと説明している。オーストラリアのあるフリーランスのファッション・ディレクターは、「Smart Casual is the dress code most open to interpretation and the one least understood（スマートカジュアルは解釈が最も分かれている、最も理解されていない服装規定だ）」と述べた上で、より鮮やかな色彩、より軽く、柔らかい素材、パターン化され、リラックスし、思慮深い感じで、さほど構造的ではなく、清潔感があって、主張が強くないアパレルで、リンネル、カシミア、上質のウール、木綿といった生地のものを、洗濯したてで着用することを勧めている。

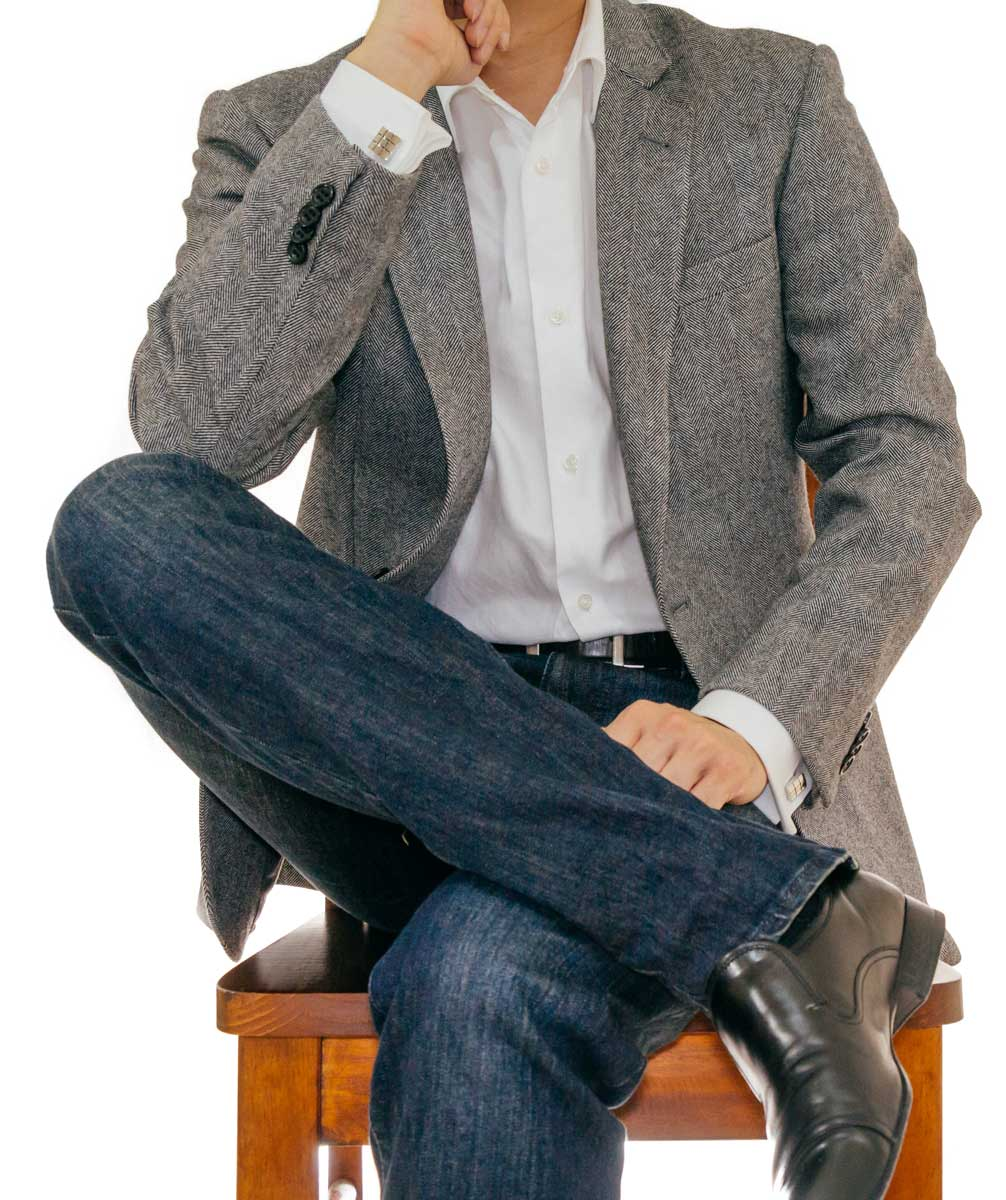
『Topman Generation』の解釈による、スマートカジュアルの例。カジュアルとフォーマルのアイテムを混ぜて組み合わせ、構成したと説明されている。この写真には、(a) ドレスシャツにフレンチ・カフス、カフリンクスといったフォーマルな要素、(b) ヘリンボーン・ジャケットや (c) ジーンズといったカジュアルな要素、(d) ドレス/ビジネス・シューズというフォーマルないしセミフォーマルな要素が盛り込まれている。

世界的なファッション企業 Topman が運営するオンライン・マガジン『Topman Generation』は、「スマートカジュアル」のフレキシビリティを強調している。個人の人格や、服装の好みによって、求められる服装規定の中身は決まるのであり、服装はフォーマルな場面でも、デートやカジュアルな社交パーティーにも受け入れられるものである。Topman が、カジュアルとフォーマルのアイテムを混ぜて組み合わせ、構成した「スマートカジュアル」の例示では、ジーンズ、ブレザー、セーター、ネクタイ、ブローグ、ワイシャツ（dress shirt）、コンバースの靴などが用いられている。
ノルウェーとアメリカ合衆国のクルーズ客船のブランドであるロイヤル・カリビアン・インターナショナルは、所属する船のメイン・ダイニング（主食堂）における「スマートカジュアル」を明確にしている。男性の場合、ブレザー、長ズボン（チノも可）、ネクタイまたは（襟付きの）シャツは認められるが、短いズボン、ジーンズ、Tシャツは認められない。女性の場合は、ドレス、カジュアル・ドレス、パンツスーツが認められる。
オーストラリア、ブリスベンの日曜新聞『The Sunday Mail』は、職場や行事などにおける男性の「スマートカジュアル」を「シャープに見えるが、フォーマルに過ぎることはなく、プロフェッショナルだが、リラックスしている」と定義している。ジャケット、ワイシャツ、ネクタイ、ジーンズという組み合わせが、「スマートカジュアル」な服装の例とされる。パイピングによる縁どりを施したジャケットの「プレッピー・ルック (preppy look)」っぽい感じは、フォーマルさの程度を引き下げた、洗練された装いとされる。細かいところでは、ストライプ入りのキャンバス生地のベルトや、白い靴、カジュアルなズボン、ギンガムチェックのシャツなどは、「スマートカジュアル」な装いにおいて強調される。男性については、(a) 基本的な地味な色からパステルまで、色は何でも良いチノ、(b) チェック柄かしっかりした明るい色の半袖シャツ、(c) 「脱構築された (deconstructed)」ジャケットの3つがあれば、「スマートカジュアル・ルック」らしい姿になるとされる。
カナダ放送協会のテレビ番組『Steven and Chris』が「スマートカジュアル」を説明し「ドレスをまとうのに気楽で快適な格好 (easy and comfortable way) 」としたジーンズは、職場のコンテキストや環境によって判断が別れる。男性の服装では、カーキ色かカジュアルなズボンを履き、カラー付きのシャツかポロシャツに、ブレザー姿といったものが例示されている。女性の服装については、スタイリストたちは、様々な服装の選択肢があることを指摘した上で、(a) 服そのものは気楽なもの、(b) ドレッシーになり過ぎない生地、(c) よりカジュアルなアクセサリーを推奨していた。
イギリスの全国紙『The Guardian』は、多数の就職活動コンサルタントに質問し、求職活動の観点から「スマートカジュアル」の内容を明確にしようとした。コンサルタントたちからは、(a) 職場の環境を理解して、卓越した存在となりつつ溶け込む、(b) 「フォーマルに過ぎる方が、カジュアルに過ぎるよりも簡単 (it's easier to be overdressed than underdressed)」なので、予め服装をはっきりさせ、ビジネスのプロフェッショナルという姿を見せる、(c) スーツを避けたいなら、上品なトレンチコートなどスマートなコートを着て、会場の入口でフォーマルな感じを見せた上で、コートの下は開襟シャツとすっきりしたスラックスにする、(d) 「創造性を見せ、細部に注目を集めるために」、最小限のアクセサリーを身につける、(e) スマートで、飾り気のない（プレーンでストレートな）ジーンズは受け入れられる、(f) 靴は綺麗で、だらしなくないものにする、といった応答があった。
世界的な男性ファッション雑誌『GQ』のイギリス版は、就職面接における「スマートカジュアル」の内容を明確にしようとした。そこでは、チノ、ブレザー、ワイシャツという姿で印象を与えることが提案された。ネクタイは付けた方が良いとされ、記事の執筆者は「カジュアルに過ぎる方が、フォーマルに過ぎるよりも、遥かにみっともないことである (it is far more embarrassing to be under-dressed than over)」と記した。
世界的な女性ファッション雑誌『Cosmopolitan』の南アフリカ共和国版は、「スマートカジュアル」を大部分の南アフリカ共和国の女性が職場へ着ていく服装だとした。その格好は、職場に加え、大小を問わず昼間の社交的なパーティーにもふさわしいとされ、ワイシャツ（ドレスシャツ）の着用と、エレガントなアクセサリーの使用が提案された。
パキスタンのファッション雑誌『Fashion Central』は、女性の「スマートカジュアル」について、雇用という観点から定義している。そこでは、職場の環境や文化の理解が強調され、会社の服装規定ガイドラインを確認することが強く推奨されている。同誌は、服装の「スマートカジュアル」について、染みや皺のない服装、目立たない明るすぎない色づかいで、年齢相応のもの、と輪郭を説明している。 ファンシーすぎるとか、カジュアルすぎるドレスや、暗く光沢のある、ないし、チョークのような影を書いたり、大量のアイシャドーを使うような、過剰なメイクアップは、お勧めできないとされている。同誌は、女性の場合は黒か茶色のヒールが望ましいとし、職場の環境にふさわしい靴を正しく選ぶよう勧めている。